# Schizoretepora longisetae
Schizoretepora longisetae är en mossdjursart som först beskrevs av Ferdinand Canu och Ray Smith Bassler 1928.  Schizoretepora longisetae ingår i släktet Schizoretepora och familjen Phidoloporidae. Inga underarter finns listade i Catalogue of Life.